# Route nationale 199
Pour les articles homonymes, voir Route 199.
La route nationale 199, ou RN 199, était une route nationale française reliant Bastia à Ajaccio en passant par Calvi et la côte ouest de la Corse. En 1972, elle a été déclassée et renommée D 81, sauf la section de Lozari à Lumio qui a été intégrée dans la RN 197. La section de Calvi au pont du Fango a été ensuite renommée D 81B, l'appellation D 81 étant désormais donnée à une nouvelle route plus directe entre ces deux points (par le col de Marsolino).

## Itinéraire
Malgré son profil particulièrement tortueux (notamment entre Galéria et Porto), l'ancienne RN 199 demeure le trajet le plus court pour relier Calvi à Saint-Florent et Bastia. En empruntant l'actuelle D 81 (c'est-à-dire en préférant la route du col de Marsolino à la D 81B qui passe par Luzzipeo) pour rejoindre l'ancienne RN 199 au niveau de Galéria, on obtient le plus court itinéraire reliant Calvi à Vico (en empruntant la D 84 puis la D 70) et Ajaccio.
Son parcours empruntait les lieux suivants :
- Bastia
- Col de Téghime
- Patrimonio

(itinéraire de la RN 198 sur 5 km)
- Saint-Florent
- Col de Lavezzo (désert des Agriates)

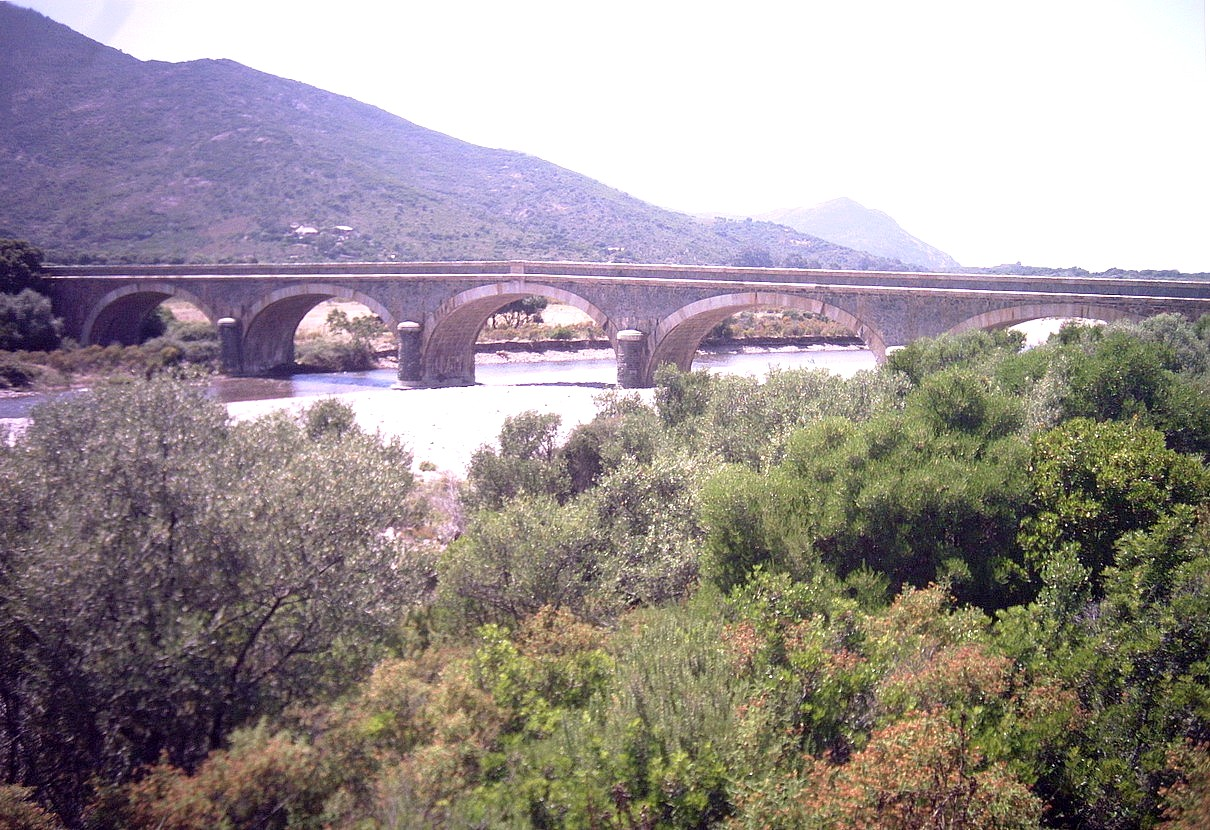
Le pont de la D 81 (ex-RN 199) sur le Fango

- L'Île-Rousse
- Lumio

(itinéraire de la RN 197 sur 9 km)
- Calvi
- Luzzipeo
- Pont du Fango
- Porto
- Piana
- Cargèse
- Sagone
- Col de San Bastiano
- Mezzavia

(itinéraire de la RN 193 sur 7 km)
- Ajaccio

—> Voir cet itinéraire sur Google Maps

## Sources
- Cartoguide Shell Berre - France « Corse » 1969/70.
- Carte Michelin n°90 « Corse », 1973 1° éd., plis 4, 14 à 18[1].
- La Corse, collection Les guides du livre de poche, 1979[2],  (ISBN 2-253-00079-5), cartes pp. 8 à 10, 115, 187, 90.